# Vladimir Petrovič Dolgorukov
Il principe Vladimir Petrovič Dolgorukov, in russo Владимир Петрович Долгоруков? (19 aprile 1773 – Mosca, 24 novembre 1817), è stato un generale e nobile russo.
Fu padre dello storico Pëtr Vladimirovič Dolgorukov.

## Biografia
Nato nell'aprile del 1773, Vladimir era figlio primogenito del generale di fanteria principe Pëtr Petrovič Dolgorukov e di sua moglie, Anastasija Simonovna Lapteva. Due dei suoi fratelli minori, Pëtr e Michail, furono anch'essi generali.
Sull'esempio del padre, giovanissimo venne avviato alla carriera militare al punto che divenne sergente nel 1781 a soli otto anni, passando poi ad aiutante di campo nel 1783 presso il tenente generale Nashchokin ed infine aiutante di campo generale il 28 luglio 1789 quando venne assegnato al principe Jurij Vladimirovič Dolgorukij. Il 4 novembre 1789, il giovane principe venne promosso tenente colonnello di un reggimento di cavalleggeri e dal 1790 venne trasferito nei dragoni di Smolensk. Con questo reggimento prese parte alla campagna militare contro i turchi nell'armata del principe Potëmkin. Nel 1794 combatté sotto la bandiera di Suvorov in Polonia. L'anno successivo, il 1795, il principe Dolgorukov venne promosso colonnello ed ottenne la nomina a comandante del reggimento di cavalleggeri di Pavlograd; nel 1796 prese parte alla campagna militare in Persia nel corpo d'armata del conte Valerian Aleksandrovič Zubov. Dopo la morte di Caterina II, la guerra tra Russia e Persia venne conclusa dall'imperatore Paolo I con la firma della pace. Malgrado ciò il principe Dolgorukov e altri tre ufficiali, vennero processati con l'accusa di aver commesso vari abusi nel corso della campagna militare, accuse che poi si rivelarono infondate e tutti e quattro gli imputati vennero assolti.
Il 23 novembre 1798, lo zar Paolo I promosse il principe Vladimir Petrovič al grado di maggior generale e lo nominò suo aiutante di campo, conferendogli di sua mano l'ordine di san Giovanni di Gerusalemme.
Il 22 marzo 1799, il principe Dolgorukov venne assegnato al corpo di cavalleria "Litta". Nell'agosto dello stesso anno, il principe venne spostato nel corpo del generale Rimskij-Korsakov, che operò contro i francesi in Svizzera e gli diede la possibilità di prendere parte alla sfortunata seconda battaglia di Zurigo. A seguito di questi episodi, venne nominato membro del collegio militare nazionale. Nel febbraio del 1800 gli venne ordinato di riprendere servizio nell'esercito, ma il 7 marzo dello stesso anno venne temporaneamente licenziato. Riprese nel novembre del 1800 all'interno del reggimento tataro-lituano, ma nel marzo 1801 venne nuovamente congedato. Con l'ascesa al trono di Alessandro I di Russia, il principe Vladimir rientrò in servizio ancora una volta e venne nominato comandante del reggimento tataro-lituano.
Con lo scoppio della campagna anti-napoleonica del 1805, chiese il permesso di rientrare attivamente in servizio, ma anche in questo caso ebbe ben poca fortuna: giunse sino alla vigilia della battaglia di Austerlitz ma non riuscì a prendervi parte attiva. L'anno successivo, prese parte alla guerra con la Turchia, comandando una brigata del corpo d'armata del generale Miloradovič. Il 6 dicembre partecipò alla cattura della città di Galati dove si trovavano notevoli magazzini di risorse nemiche. Prese poi ai combattimenti a Turda, Giurgiu e Brăila, ma dovette ritirarsi a causa del peggioramento della propria salute per via delle condizioni climatiche, ritirandosi definitivamente dal servizio attivo l'11 febbraio 1808, mantenendo il privilegio di continuare ad indossare la propria uniforme militare.
Ritiratosi a vita privata, trascorse il resto della sua vita con la sua famiglia nel villaggio di Spešneve, la sua tenuta vicina alla città di Černi, nella provincia di Tula. Nel 1812 sposò Varvara Ivanovna Paškova, che morì già nel 1816, dopo quattro anni di completa felicità matrimoniale. Il principe Vladimir sopravvisse a sua moglie per solo un anno e morì a Mosca, dove venne sepolto accanto a sua moglie nel convento di Novodevičy a Mosca.
Suo figlio Pëtr, famoso storico e genealogista russo, scrisse una monografia sulla famiglia dei principi Dolgorukov.